# 第8高射特科大隊
第8高射特科大隊（だいはちこうしゃとっかだいたい、JGSDF 8th Antiaircraft Artillery Battalion）は、熊本県熊本市北区の北熊本駐屯地に駐屯する第8師団隷下の高射特科部隊である。

## 概要
空からの脅威に対して監視および射撃を実施する第8師団唯一の対空作戦の骨幹となる部隊であり、隊長は2等陸佐。
1990年（平成02年）3月に第8師団の改編により第8特科連隊から独立し師団直轄となる。11式短距離地対空誘導弾（短SAM）、93式近距離地対空誘導弾（近SAM）、低空レーダ装置 JTPS-P18（P18）、対空レーダ装置 JTPS-P14（P14）等を装備する。

## 沿革
第8特科連隊第3大隊
- 1956年（昭和31年）1月25日：第8特科連隊第3大隊として針尾駐屯地において編成完結。
- 1957年（昭和32年）3月29日：第8特科連隊第3大隊が針尾駐屯地から北熊本駐屯地に移駐。

第8特科連隊第6大隊
- 1962年（昭和37年）8月15日：第8混成団の第8師団への改編に伴い、第3大隊が第6大隊に改編。
- 1973年（昭和48年）3月27日：35mm2連装高射機関砲 L-90の配備に伴い、改編。
- 1989年（平成元年）3月24日：81式短距離地対空誘導弾が配備。

第8高射特科大隊
- 1990年（平成02年）3月26日：第8特科連隊第6大隊が第8高射特科大隊として分離・独立、師団直轄となる。
- 2005年（平成17年）3月28日：後方支援体制変換に伴い、整備部門を第8後方支援連隊第2整備大隊高射直接支援隊へ移管。
- 2015年（平成27年）3月：ADCCSⅡ型を導入（DADSから更新）。
- 2017年（平成29年）2月：11式短距離地対空誘導弾の1号機を導入｡
- 2018年（平成30年）3月27日：第8師団の即応近代化改編に伴い、隷下中隊の改編を実施[1]。

1. 第1高射中隊の一部が第42即応機動連隊の高射小隊として編合。
2. 本部管理中隊を対空情報機能の移管により縮小改編。
3. 近SAM装備中隊である第1高射中隊を対空戦闘指揮、対空情報および対空戦闘の３つの機能を有する指揮情報中隊に改編。
4. 第2高射中隊を高射中隊に改編。

## 部隊編成
- 第8高射特科大隊本部
- 本部管理中隊「8高特-本」
- 指揮情報中隊「8高特-指」：93式近距離地対空誘導弾
- 高射中隊「8高特-高」：11式短距離地対空誘導弾

## 整備支援部隊
- 第8後方支援連隊第2整備大隊高射直接支援隊「8後支‐2‐高」（北熊本駐屯地）：2005年（平成17年）3月28日から

第8高射特科大隊の整備体制は、新編時より各高射中隊の整備班、本部管理中隊の整備小隊が部隊整備を、またそれ以上の高段階整備を第8武器隊が実施していたが、2005年（平成17年）3月の第8師団の後方支援体制変換に伴い、第8後方支援連隊が改編され第8高射特科大隊関連の整備部門を第2整備大隊高射直接支援隊へ移管した。

## 廃止（改編）部隊
- 第1高射中隊「8高特-1」：2018年（平成30年）3月27日廃止。指揮情報中隊に改編。
- 第2高射中隊「8高特-2」：2018年（平成30年）3月27日廃止。高射中隊に改編。

## 主要装備
- 93式近距離地対空誘導弾
- 11式短距離地対空誘導弾
- 対空レーダ装置 JTPS-P14
- 低空レーダ装置 JTPS-P18
- 対空戦闘指揮統制システムⅡ型（ADCCSⅡ）[2]

- 1/2tトラック / 73式小型トラック
- 1 1/2tトラック / 73式中型トラック
- 3 1/2tトラック / 73式大型トラック

- 9mm拳銃
- 89式5.56mm小銃
- 12.7mm重機関銃